# AT&T-синтаксис
AT&T-синтаксис — один из форматов записи мнемоники инструкций процессора.

## Особенности
Отличия AT&T-ассемблера (gas) от Intel-ассемблера (MASM, TASM, FASM, NASM):
- Комментарий начинается с символа «#», а не «;»; в свою очередь символ «;» разделяет команды и позволяет записывать несколько команд в одной строке.
- Отсутствие префикса операнда указывает на адрес в памяти, поэтому movl $foo,%eax помещает адрес переменной foo в регистр %eax, а movl foo,%eax помещает в %eax содержимое переменной foo.
- Имена регистров начинаются с символа %, то есть %eax, %dl, вместо eax, dl, и т. д. Это позволяет включать в код внешние переменные C, не опасаясь ошибок и не используя префиксов с подчёркиванием (_). Например:

%eax, %ebx, %ecx, %edx
- Размер операнда определяется как суффикс имени инструкции. Суффиксы:
  - b (от byte) — операнды размером в 1 байт
  - w (от word) — операнды размером в 1 слово (2 байта)
  - l (от long) — операнды размером в 4 байта
  - q (от quad) — операнды размером в 8 байт
  - t (от ten) — операнды размером в 10 байт
  - o (от octo) — операнды размером в 16 байт

```
 
movb
 
%al
,
%ah

 
movw
 
%ax
,
%bx

 
movl
 
%ebx
,
%eax

```

- Порядок операндов — вначале источник, затем приёмник, а не наоборот, как в синтаксисе Intel. Например:

```
 
mov
 
eax
,
ebx
 
;(Intel)

 
movl
 
%ebx
,
%eax
 
#(AT&T)

```

- числовые константы имеют следующую форму записи:

```
 
20
h
 
;(Intel)

 
$0x20
 
#(AT&T, знак доллар в начале)

 
mov
 
ebx
,
 
10
h
 
;(Intel)

 
movl
 
$0x10
,
%ebx
 
#(AT&T)

```

- для записи/считывания значения из определённого адреса в регистр знак доллара отсутствует:

```
 
movl
 
0xffff
,
%eax

```

- сегмент.смещение (только в реальном режиме) :

```
 
00:0
FFh
 
;(Intel)

 
00
.$0xFF
 
#(AT&T)

```

- регистр.смещение :

```
 
es:
[
bx
+
0x1a
]
 
;(Intel)

 
%
es.0x1a
(
%bx
)
 
#(AT&T)

```

Указания на индексные методы адресации отличаются тем, что используются круглые, а не квадратные скобки:
```
 
sub
 
eax
,[
ebx
+
ecx
*
4
h-20h
]
 
;(Intel)

 
subl
 
-0
x20
(
%ebx
,
%ecx
,
0x4
),
%eax
 
#(AT&T) вычесть из EAX значение (ECX * 4) + EBX - 32

```

Отличаются мнемоники некоторых команд (например, cdq называется cltd в AT&T).
Отличаются команды ассемблера (такие, как объявление констант, резервирование места).